# フィル・カンパニー
株式会社フィル・カンパニー（英語: Phill Company, Inc.）は、東京都中央区に本社を置く、駐車場を活用した空中店舗『フィル・パーク』、ガレージ付賃貸住宅『プレミアムガレージハウス』等の空間ソリューション事業を行う企業。

## 沿革
- 2005年6月 - 株式会社フィル・カンパニー設立
- 2006年1月 - 東京都千代田区へ本社移転
- 2007年
  - 1月 - 宅地建物取引業者免許取得
  - 9月 - 東京都渋谷区へ本社移転（フィル・パーク千駄ヶ谷に入居）
- 2008年11月 - 一般建設業免許取得
- 2009年11月 - 一級建築士事務所登録
- 2010年4月 - 東京都目黒区へ本社移転（フィル・パーク中目黒に入居）
- 2011年7月 - 東京都千代田区飯田橋へ本社移転（フィル・パーク飯田橋に入居）
- 2014年
  - 1月 - 東京都千代田区平河町へ本社移転（フィル・パーク永田町に入居）
  - 3月 - 連結子会社・株式会社フィル・コンストラクションを設立。同社が特定建設業免許取得
  - 7月 - フィル・コンストラクションが一級建築士事務所登録
- 2016年
  - 6月 - 株式会社みずほ銀行および株式会社横浜銀行と、ビジネスマッチング契約をそれぞれ締結
  - 11月 - 東京証券取引所マザーズに株式を上場
- 2017年
  - 8月 - 城南信用金庫とビジネスマッチング契約締結
  - 8月 - 東京急行電鉄株式会社と連携した空中保育園モデルのフィル・パークを開発
  - 9月 - 東京都千代田区富士見へ本社移転（フィル・パークKaguLab. IIDABASHIに入居）。新本社をモデルケースとして、株式会社ママスクエアと連携した託児機能付オフィスを開発
  - 10月 - 株式会社東日本銀行とビジネスマッチング契約締結
  - 11月 - 日本郵政キャピタル株式会社、及びいちご株式会社に対する第三者割当増資を実施。株式会社武蔵野銀行とビジネスマッチング契約締結
  - 12月 - 株式会社バリュープランニング（現・プレミアムガレージハウス）と資本業務提携。本社をモデルケースとして、OpenStreet株式会社と連携したシェアサイクリングを設置
- 2018年
  - 1月 - SBIマネープラザ株式会社と連携した第1号ファンド物件のフィル・パーク販売完了
  - 9月 - みずほ銀行と特別当座貸越契約の締結（借入限度額10億円）
  - 10月 - いちご株式会社のグループ会社である株式会社セントロとの間で、合弁会社・株式会社Trophy設立
- 2019年
  - 1月 - 株式会社りそな銀行とビジネスマッチング契約締結。株式会社バリュープランニングの株式を追加取得し、完全子会社化
  - 3月 - 株式会社北陸銀行とビジネスマッチング契約締結。株式会社クラウドポートと連携したフィル・パークのクラウドファンディングモデルを開発（募集開始から99秒で満額申込達成）
  - 10月 - 株式会社三井住友銀行とビジネスマッチング契約締結
  - 12月 - 東京証券取引所第一部へ市場変更
- 2020年
  - 3月 - 株式会社十六銀行とビジネスマッチング契約締結
  - 4月 - 株式会社東京スター銀行およびSBIマネープラザ株式会社とビジネスマッチング契約をそれぞれ締結
  - 9月 - 三菱UFJ個人財務アドバイザーズ株式会社とビジネスマッチング契約締結
  - 11月 - 多摩信用金庫とビジネスマッチング契約締結
- 2021年
  - 3月 - 株式会社SBI証券とビジネスマッチング契約締結
  - 10月 - 株式会社京葉銀行とビジネスマッチング契約締結
- 2022年
  - 1月 - 株式会社プレミアムガレージハウスのロゴ及びサービスサイトリニューアル
  - 4月 - 東京証券取引所の市場区分再編により、東京証券取引所一部から東京証券取引所プライム市場に移行。株式会社北日本銀行とビジネスマッチング契約締結
  - 12月 - 東京都中央区築地へ本社移転（フィル・パークTOKYO GINZA Shintomi Lab. に入居）。株式会社ストラボ設立（100%出資の完全子会社）
- 2023年
  - 2月 - 株式会社ONGAESHI Holdings及び株式会社Tryfundsと資本業務提携。株式会社カヤックと資本業務提携。株式会社埼玉りそな銀行とビジネスマッチング契約締結
  - 10月 - 東京証券取引所スタンダード市場へ市場変更
- 2024年1月 - 湘南信用金庫とのビジネスマッチング契約締結

## 資格等
- 宅地建物取引業東京都知事免許(4)第87090号
- 一級建築士事務所東京都知事登録第55919号
- 建設業東京都知事　許可（般-5）第131403号